# Galaxy 16
O Galaxy 16 (G-16) é um satélite de comunicação geoestacionário construído pela Space Systems/Loral (SSL). Ele está localizado na posição orbital de 99 graus de longitude oeste e é de propriedade da Intelsat. O satélite foi baseado na plataforma LS-1300 e sua expectativa de vida útil é de 15 anos.

## História
O Galaxy foi encomendado originalmente pela PanAmSat, companhia que se fundiu com a Intelsat em 2006. O Galaxy 16 substitui o satélite Galaxy 4R que desde 2003 enfrentava problemas de propulsão.

## Lançamento
O satélite foi lançado com sucesso ao espaço no dia em 18 de junho de 2006, às 07:50 UTC, por meio de um veículo Zenit-3SL lançado a partir da plataforma de lançamento marítima da Sea Launch, a Odyssey. Ele tinha uma massa de lançamento de 4 640.

## Capacidade e cobertura
O Galaxy 16 é equipado com 24 transponders em banda C e 24 em banda Ku para fornecer TV padrão e HDTV para todas as partes da América do Norte.